# 第9回ゴールデン・サテライト賞
9th Golden Satellite Awards

2005年1月23日
ドラマ映画賞: 

 ホテル・ルワンダ 
ミュージカル・コメディ映画賞: 

 サイドウェイズ 
第9回ゴールデン・サテライト賞は、2004年のテレビ、映画を対象とした賞であり、2005年1月23日に発表された。

## 受賞とノミネート一覧
太字は受賞

### 映画

#### 主演男優賞 (ドラマ映画)
- ドン・チードル - 『ホテル・ルワンダ』
  - ケヴィン・ベーコン - The Woodsman
  - ハビエル・バルデム - 『海を飛ぶ夢』
  - ガエル・ガルシア・ベルナル - 『モーターサイクル・ダイアリーズ』
  - ジョニー・デップ - 『ネバーランド』
  - リーアム・ニーソン - 『愛についてのキンゼイ・レポート』
  - ショーン・ペン - 『リチャード・ニクソン暗殺を企てた男』

#### 主演男優賞 (ミュージカル・コメディ映画)
- ジェイミー・フォックス - 『Ray/レイ』
  - ジェラルド・バトラー - 『オペラ座の怪人』
  - ジム・キャリー - 『エターナル・サンシャイン』
  - ポール・ジアマッティ - 『サイドウェイ』
  - ケヴィン・クライン - 『五線譜のラブレター』
  - ビル・マーレイ - 『ライフ・アクアティック』

#### 主演女優賞 (ドラマ映画)
- ヒラリー・スワンク - 『ミリオンダラー・ベイビー』
  - ローラ・リニー - 『ルイーズに訪れた恋は…』
  - カタリーナ・サンディノ・モレノ - 『そして、ひと粒のひかり』
  - イメルダ・スタウントン - 『ヴェラ・ドレイク』
  - ユマ・サーマン - 『キル・ビル Vol.2』
  - シガニー・ウィーバー - Imaginary Heroes

#### 主演女優賞 (ミュージカル・コメディ映画)
- アネット・ベニング - 『華麗なる恋の舞台で』
  - ジェナ・マローン - 『セイブド!』
  - ナタリー・ポートマン - 『終わりで始まりの4日間』
  - エミー・ロッサム - 『オペラ座の怪人』
  - ケリー・ワシントン - 『Ray/レイ』
  - ケイト・ウィンスレット - 『エターナル・サンシャイン』

#### アニメ・ミックスメディア映画賞
- 『Mr.インクレディブル』
  - 『ポーラー・エクスプレス』
  - 『スポンジ・ボブ/スクエアパンツ ザ・ムービー』
  - Teacher's Pet
  - 『チーム★アメリカ/ワールドポリス』

#### 美術賞
- 『五線譜のラブレター』
  - 『アビエイター』
  - 『LOVERS』
  - 『オペラ座の怪人』
  - 『スカイキャプテン ワールド・オブ・トゥモロー』
  - 『悪女』

#### キャスト賞
- 『サイドウェイ』
  - トーマス・ヘイデン・チャーチ
  - ポール・ジアマッティ
  - ヴァージニア・マドセン
  - サンドラ・オー

#### 撮影賞
- 『LOVERS』
  - 『ロング・エンゲージメント』
  - 『アビエイター』
  - 『レモニー・スニケットの世にも不幸せな物語』
  - 『オペラ座の怪人』
  - 『スパイダーマン2』

#### 衣裳デザイン賞
- 『悪女』
  - 『アビエイター』
  - 『五線譜のラブレター』
  - 『LOVERS』
  - 『オペラ座の怪人』
  - 『スカイキャプテン ワールド・オブ・トゥモロー』

#### 監督賞
- メル・ギブソン - 『パッション』
  - ビル・コンドン - 『愛についてのキンゼイ・レポート』
  - テイラー・ハックフォード - 『Ray/レイ』
  - ジョシュア・マーストン - 『そして、ひと粒のひかり』
  - アレクサンダー・ペイン - 『サイドウェイ』
  - マーティン・スコセッシ - 『アビエイター』

#### ドキュメンタリー映画賞
- 『スーパーサイズ・ミー』
  - 『未来を写した子どもたち』
  - The Fuente Family: An American Dream
  - 『ライトニング・イン・ア・ボトル 〜ラジオシティ・ミュージックホール 奇蹟の夜〜』
  - 『運命を分けたザイル』
  - 『Tupac: Resurrection』

#### 編集賞
- 『コラテラル』
  - 『アビエイター』
  - 『クローサー』
  - 『LOVER』
  - 『レモニー・スニケットの世にも不幸せな物語』
  - 『スパイダーマン2』

#### ドラマ映画賞
- 『ホテル・ルワンダ』
  - 『アビエイター』
  - 『キル・ビル Vol.2』
  - 『愛についてのキンゼイ・レポート』
  - 『そして、ひと粒のひかり』
  - 『ヴェラ・ドレイク』

#### ミュージカル・コメディ映画賞
- 『サイドウェイ』
  - 『ライフ・アクアティック』
  - 『ヴェニスの商人』
  - 『ナポレオン・ダイナマイト』
  - 『オペラ座の怪人』
  - 『Ray/レイ』

#### 外国語映画賞
- 『海を飛ぶ夢』・ スペイン
  - 『バッド・エデュケーション』・ スペイン
  - 『赤いアモーレ』・ イタリア
  - 『LOVERS』・ 中国
  - 『モーターサイクル・ダイアリーズ』・ アルゼンチン
  - 『ロング・エンゲージメント』・ フランス

#### 作曲賞
- 『ナポレオン・ダイナマイト』 - ジョン・スウィハート
  - 『アルフィー』 - ミック・ジャガー、ジョン・パウエル、デイヴ・スチュワート
  - 『アビエイター』 - ハワード・ショア
  - 『ネバーランド』 - ヤン・A・P・カチュマレク
  - 『Mr.インクレディブル』 - マイケル・ジアッキーノ
  - 『スパイダーマン2』 - ダニー・エルフマン

#### 主題歌賞
- "Million Voices" - 作詞: Jerry Duplessis、アンドレア・グエラ、ワイクリフ・ジョン - 『ホテル・ルワンダ』
  - "Believe" - 作詞: グレン・バラード、アラン・シルヴェストリ - 『ポーラー・エクスプレス』
  - "Blind Leading the Blind" - 作詞: ミック・ジャガー、デイヴ・スチュワート - 『アルフィー』
  - "The Book of Love" - 作詞: ステフィン・メリット - 『Shall We Dance?』
  - "Learn to Be Lonely" - 作詞: アンドルー・ロイド・ウェバー - 『オペラ座の怪人』
  - "Shine Your Light" - 作詞: ロビー・ロバートソン - 『炎のメモリアル』

#### 脚色賞
- 『ミリオンダラー・ベイビー』 - ポール・ハギス
  - 『クローサー』 - パトリック・マーバー
  - 『オペラ座の怪人』 - ジョエル・シュマッカー
  - 『サイドウェイ』 - アレクサンダー・ペイン、ジム・テイラー

#### オリジナル脚本賞
- 『Ray/レイ』 - ジェームズ・L・ホワイト
  - 『アビエイター』 - ジョン・ローガン
  - 『コラテラル』 - スチュアート・ビーティー
  - 『ホテル・ルワンダ』 - テリー・ジョージ、ケア・ピアソン
  - 『愛についてのキンゼイ・レポート』 - ビル・コンドン
  - 『ライフ・アクアティック』 - ウェス・アンダーソン、ノア・バームバック

#### 音響賞
- 『コラテラル』
  - 『アビエイター』
  - 『オペラ座の怪人』
  - 『スパイダーマン2』
  - 『CODE46』

#### 助演男優賞 (ドラマ映画)
- クリストファー・ウォーケン - 『ラスト・マップ/真実を探して』
  - デビッド・キャラダイン - 『キル・ビル Vol.2』
  - ジェイミー・フォックス - 『コラテラル』
  - アルフレッド・モリーナ - 『スパイダーマン2』
  - クライヴ・オーウェン - 『クローサー』
  - ピーター・サースガード - 『愛についてのキンゼイ・レポート』

#### 助演男優賞 (ミュージカル・コメディ映画)
- トーマス・ヘイデン・チャーチ - 『サイドウェイ』
  - ジョセフ・ファインズ - 『ヴェニスの商人』
  - ジェレミー・アイアンズ - 『華麗なる恋の舞台で』
  - ピーター・サースガード - 『終わりで始まりの4日間』
  - マーク・ウォールバーグ - 『ハッカビーズ』
  - パトリック・ウィルソン - 『オペラ座の怪人』

#### 助演女優賞 (ドラマ映画)
- ジーナ・ローランズ - 『きみに読む物語』
  - ケイト・ブランシェット - 『アビエイター』
  - ダリル・ハンナ - 『キル・ビル Vol.2』
  - ローラ・リニー - 『愛についてのキンゼイ・レポート』
  - ナタリー・ポートマン - 『クローサー』
  - キーラ・セジウィック - The Woodsman

#### 助演女優賞 (ミュージカル・コメディ映画)
- レジーナ・キング - 『Ray/レイ』
  - リン・コリンズ - 『ヴェニスの商人』
  - ミニー・ドライヴァー - 『オペラ座の怪人』
  - クロリス・リーチマン - 『スパングリッシュ 太陽の国から来たママのこと』
  - ヴァージニア・マドセン - 『サイドウェイ』
  - シャロン・ウォーレン - 『Ray/レイ』

#### 視覚効果賞
- 『アビエイター』
- 『LOVERS』
  - 『コラテラル』
  - 『エターナル・サンシャイン』
  - 『スカイキャプテン ワールド・オブ・トゥモロー』
  - 『スパイダーマン2』

### テレビ

#### 主演男優賞 (ドラマシリーズ)
- マシュー・フォックス - 『LOST』
  - ヴィンセント・ドノフリオ - 『ロー&オーダー』
  - アンソニー・ラパーリア - 『WITHOUT A TRACE/FBI 失踪者を追え!』
  - ジェームズ・スペイダー - 『ボストン・リーガル』
  - トリート・ウィリアムズ - 『エバーウッド 遥かなるコロラド』

#### 主演男優賞 (ミュージカル・コメディシリーズ)
- ジェイソン・ベイトマン - 『アレステッド・ディベロプメント』
  - ザック・ブラフ - 『Scrubs〜恋のお騒がせ病棟』
  - ラリー・デヴィッド - 『ラリーのミッドライフ★クライシス』
  - バーニー・マック - The Bernie Mac Show
  - デイモン・ウェイアンズ - My Wife and Kids

#### 主演男優賞 (ミニシリーズ・テレビ映画)
- ジェイミー・フォックス - 『クリップス』
  - キース・キャラダイン - 『デッドウッド 〜銃とSEXとワイルドタウン』
  - モス・デフ - Something the Lord Made
  - アラン・リックマン - Something the Lord Made
  - ジェフリー・ラッシュ - 『ライフ・イズ・コメディ! ピーター・セラーズの愛し方』

#### 主演女優賞 (ドラマシリーズ)
- ローレル・ホロマン - 『Lの世界』
  - ジェニファー・ガーナー - 『エイリアス』
  - エヴァンジェリン・リリー - 『LOST』
  - ジョエリー・リチャードソン - 『NIP/TUCK マイアミ整形外科医』
  - アンバー・タンブリン - Joan of Arcadia

#### 主演女優賞 (ミュージカル・コメディシリーズ)
- ポーシャ・デ・ロッシ - 『アレステッド・ディベロプメント』
  - マーシャ・クロス - 『デスパレートな妻たち』
  - ローレン・グレアム - 『ギルモア・ガールズ』
  - テリー・ハッチャー - 『デスパレートな妻たち』
  - フェリシティ・ハフマン - 『デスパレートな妻たち』
  - マーヤ・ルドルフ - 『サタデー・ナイト・ライブ』

#### 主演女優賞 (ミニシリーズ・テレビ映画)
- ダイアン・ウィースト - The Blackwater Lightship
  - クレア・デュヴァル - 『ヘルター・スケルター2004』
  - アンジェラ・ランズベリー - The Blackwater Lightship
  - ヘレン・ミレン - 『第一容疑者』
  - ミランダ・リチャードソン - 『ロスト・プリンス 〜悲劇の英国プリンス物語〜』

#### ドラマシリーズ賞
- 『NIP/TUCK マイアミ整形外科医』
  - 『ボストン・リーガル』
  - 『Lの世界』
  - 『LOST』
  - 『ザ・シールド ルール無用の警察バッジ』

#### ミュージカル・コメディシリーズ賞
- 『デスパレートな妻たち』
  - 『アレステッド・ディベロプメント』
  - The Bernie Mac Show
  - 『ギルモア・ガールズ』
  - 『Scrubs〜恋のお騒がせ病棟』

#### ミニシリーズ賞
- 『ロスト・プリンス 〜悲劇の英国プリンス物語〜』
  - 『4400 未知からの生還者』
  - American Family: Journey of Dreams
  - The Last King
  - 『第一容疑者』
  - The Second Coming

#### テレビ映画賞
- 『クリップス』
  - 『ヘルター・スケルター2004』
  - 『アイアン・エンジェルズ/自由への闘い』
  - 『ライフ・イズ・コメディ! ピーター・セラーズの愛し方』
  - Something the Lord Made

#### 助演男優賞 (シリーズ・ミニシリーズ・テレビ映画)
- ビル・ナイ - 『ロスト・プリンス 〜悲劇の英国プリンス物語〜』
  - ブラッド・ドゥーリフ - 『デッドウッド 〜銃とSEXとワイルドタウン』
  - バルサザール・ゲティ - 『ワールド・オブ・ブラック』
  - ウィリアム・H・メイシー - Stealing Sinatra
  - Keith McErlean - The Blackwater Lightship

#### 助演女優賞 (シリーズ・ミニシリーズ・テレビ映画)
- アンジェリカ・ヒューストン - 『アイアン・エンジェルズ/自由への闘い』
  - メアリー・スチュアート・マスターソン - 『奇蹟の手/ボルチモアの友情』
  - ヘレン・マックロリー - Charles II: The Power & the Passion
  - ジーナ・マッキー - 『ロスト・プリンス 〜悲劇の英国プリンス物語〜』
  - エミリー・ワトソン - 『ライフ・イズ・コメディ! ピーター・セラーズの愛し方』